# Magical Tree
Magic Tree is een computerspel dat in 1984 werd ontwikkeld en uitgegeven door Konami. De bedoeling van het spel is de top van een boom te bereiken. De top van de boom ligt zo'n 2000 meter hoog. De speler speelt een indiaan en moet al klimmend bijen, uilen en andere vijanden ontwijken. Onderweg naar boven kunnen speciale items zoals diamanten gevonden worden.
Het spel maakte onderdeel uit van het compilatiespel Konami Antiques: MSX Collection Vol. 2 dat in 1998 uitkwam. Het spel kwam beschikbaar voor de Sega Saturn via het compilatiespel Konami Antiques MSX Collection Ultra Pack dat in 1998 uitkwam.